# Liacarus regeli
Liacarus regeli är en kvalsterart som beskrevs av Djaparidze 1983. Liacarus regeli ingår i släktet Liacarus och familjen Liacaridae. Inga underarter finns listade i Catalogue of Life.